# Black Mamba
Black Mamba is een stalen omgekeerde achtbaan in het Duitse attractiepark Phantasialand en werd geopend op 24 mei 2006. De attractie is een aangepast model van de Inverted Coaster gebouwd door de Zwitserse achtbanenbouwfirma Bolliger & Mabillard en ligt in het themagebied Deep in Africa.

## Beschrijving

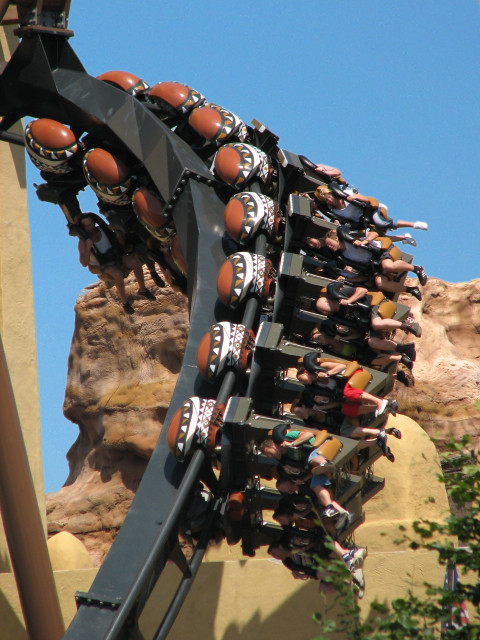
Eerste afdaling

### Algemeen
Het trajectverloop ligt deels ondergronds en de track is volledig ingewerkt in het Afrikaanse thema.
De attractie heeft een capaciteit van 1500 bezoekers per uur.

### Rit
De rit duurt slechts 47 seconden, maar bevat enkele bijzondere elementen: een looping, 2 kurkentrekkers, een Jr. Immelmann en een Zero G Roll. De topsnelheid van de Black Mamba ligt rond de 80 km/h. Er is een maximale g-kracht van 4,5.